# Centre pénitentiaire de Saint-Quentin-Fallavier
Le centre pénitentiaire de Saint-Quentin-Fallavier se trouve dans le département de l'Isère. Il est mis en service en 1991 dans le cadre d'une zone industrielle de la ville nouvelle de l'Isle-d'Abeau. Il est situé rue de la Ronta.

## Fonctionnement de l'établissement
Un centre pénitentiaire (CP), dans le jargon du système carcéral français, désigne un établissement regroupant au moins deux régimes de détention. Dans le cas de Saint-Quentin-Fallavier, l'établissement est constitué d'un quartier "maison d'arrêt" et d'un quartier "centre de détention". Les publics accueillis dans ces deux quartiers n'endurent pas les mêmes types de peines, et sont donc totalement séparés au sein du centre pénitentiaire ; seule la gestion de l'établissement est commune. La maison d'arrêt reçoit les prévenus (détenus en attente de jugement) ainsi que les condamnés dont le reliquat de peine n'excède pas, en principe, un an lors de leur condamnation définitive. L'établissement est situé dans le ressort de la cour d'appel de Grenoble et du tribunal de grande instance (TGI) de Vienne.
Le centre pénitentiaire de Saint-Quentin-Fallavier accueille :
- un quartier "maison d'arrêt" recevant des hommes majeurs ; 229 places réparties sur quatre étages d'un bâtiment, avec une unité "nouveaux arrivants" de 10 places,
- un quartier "centre de détention" ; 192 places réparties sur quatre étages d'un bâtiment.
- un quartier de semi-liberté de 30 places.

## Régime carcéral

### Maison d'arrêt
Le régime carcéral en maison d'arrêt se distingue de celui des autres prisons car il doit être compatible avec le statut contraignant des prévenus, notamment la restriction et la surveillance de la communication avec l'extérieur. Cette communication est restreinte car le prévenu ne doit pas pouvoir faire pression sur un témoin par exemple. Ces restrictions s'appliquent généralement aux prévenus comme aux détenus condamnés pour des raisons pratiques. L'usage du téléphone et d'internet sont par conséquent interdits dans les maisons d'arrêt.
Mais depuis 2007, les nouvelles règles pénitentiaires européennes doivent être mises en application. Ainsi les condamnés de la maison d'arrêt ont accès aux cabines téléphoniques comme en centre de détention ou en Centrale.

## Événements
Le 4 juillet 2013 l'Observatoire international des prisons (OIP), en s'appuyant sur un long rapport de l'inspection des services pénitentiaires resté confidentiel depuis 2011, dénonce "Un véritable système de maltraitance des détenus" mis en place dans ce centre pénitentiaire en 2009-2010,. 